# Elección al Senado de los Estados Unidos en Virginia Occidental de 2024
Las elecciones al Senado de los Estados Unidos de 2024 en Virginia Occidental se llevaron a cabo el 5 de noviembre de 2024 para elegir a un miembro del Senado de los Estados Unidos que representará al estado de Virginia Occidental. El senador demócrata titular Joe Manchin fue elegido en una elección especial de 2010 para completar el mandato que dejó vacante el difunto Robert Byrd. Ganó su primer mandato completo de forma aplastante en 2012 y fue reelegido por un estrecho margen para un segundo mandato completo en 2018. Ha indicado que se presenta a la reelección para un tercer mandato completo, pero no se ha pronunciado de manera definitiva.
Virginia Occidental fue un bastión demócrata desde el New Deal hasta la década de 1990, pero como gran parte de la zona rural de los Apalaches, el estado se ha inclinado rápidamente hacia el Partido Republicano en los años posteriores. Ahora es firmemente republicano, lo que le da a Donald Trump un margen de victoria de 39 puntos porcentuales en las elecciones presidenciales de 2020, su segundo desempeño más sólido en la nación. Sin embargo, Manchin ha seguido teniendo éxito electoral, posicionándose como un centrista a un demócrata conservador con fuertes lazos con el estado. Según los informes, el Partido Republicano ha identificado la contienda como una de las principales prioridades en el ciclo electoral de 2024.